# Valentina Savina
Pour les articles homonymes, voir Savina.
Valentina Sergueïevna Savina (en russe : Валентина Сергеевна Савина), née en 1943, est une coureuse cycliste soviétique sur piste, trois fois championne du monde de la vitesse dans les années 1960-1970.

## Présentation
En 1962, la jeune Valentina Savina, 19 ans crée la surprise sur la piste du célèbre vélodrome Vigorelli de Milan. Les demi-finales du tournoi de vitesse mettent aux prises trois cyclistes soviétiques et une Anglaise, Jean Dunn. Certes il n'y avait que huit engagées, trois Soviétiques, 2 Anglaises, une Belge, deux Françaises (Renée Ganneau et Renée Vissac), mais la Soviétique Galina Ermolaeva, 25 ans, qui a accumulé les titres des années précédentes est grandissime favorite face à la jeune Savina, dans la première demi-finale. Pourtant deux manches, et 26 secondes 6 dixièmes de sprint plus tard, le verdict du Vigorelli est sans appel. Valentina Savina est qualifiée pour la finale, où elle rencontre sa collègue soviétique Irina Kiritchenko, 25 ans. Le même scénario est au but : victoire de Valentina Savina en deux manches gagnées (12 s 7/10 et 12 s 6/10)
Valentina Savina, qui poursuit des études d'ingénieure, remporte deux autres titres mondiaux durant sa carrière. En vitesse, elle ne triomphe que (!) deux fois au championnat d'URSS, mais elle court également en vitesse par équipes, épreuve non encore mise au programme des championnats du monde.

## Palmarès

### Championnat d'URSS
- , championne en vitesse individuelle sur piste : 1961, 1965.
- , championne sur le 500 mètres en 1961.
- , championne en poursuite par équipes en 1961, 1962, 1963.

### Championnat du monde de vitesse sur piste
- médaillée d'or en 1962, 1965, 1967.
- médaillée d'argent en 1966.
- médaillée de bronze en 1963, 1970.